# Chi Ophiuchi
Chi Ophiuchi (7 Ophiuchi) é uma estrela na direção da constelação de Ophiuchus. Possui uma ascensão reta de 16h 27m 01.44s e uma declinação de −18° 27′ 22.3″. Sua magnitude aparente é igual a 4.22. Considerando sua distância de 489 anos-luz em relação à Terra, sua magnitude absoluta é igual a −1.66. Pertence à classe espectral B2Vne. É uma estrela variável γ Cassiopeiae.